# Paradoxos de Zenão

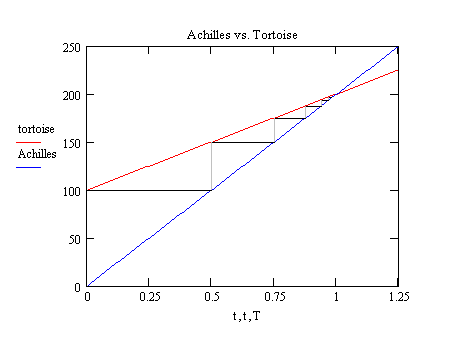

Os paradoxos de Zenão, atribuídos ao filósofo pré-socrático Zenão de Eleia, são argumentos utilizados para provar a inconsistência dos conceitos de multiplicidade, divisibilidade e movimento. Através de um método dialético que antecipou Sócrates, Zenão procurava, partindo das premissas de seus oponentes, reduzi-las ao absurdo. Com isso, ele sustentava o ponto de fé dos eleáticos e de seu mestre Parmênides, que ia contra as idéias pitagóricas. Como em outros pré-socráticos, não possuímos na atualidade nenhuma obra completa de Zenão, sendo as fontes principais para os seus paradoxos as citações na obra de Aristóteles e do comentador aristotélico Simplício.

## Argumentos contra o movimento
Aristóteles escreve na Física, 239b9 (DK29A25) que Zenão enunciou quatro argumentos contra o movimento, conhecidos como os paradoxos do estádio, de Aquiles e a tartaruga, da flecha voando e das filas em movimento.

## Dicotomia
Imagine um atleta querendo correr uma distância de 60 m. Para chegar no final do percurso, ele primeiro terá que passar no ponto que corresponde a 1/2 (metade) do percurso, depois no próximo ponto que corresponde a 2/3 do percurso, depois 3/4 do percurso, para assim chegar a 4/5 do percurso e depois 5/6 do percurso e depois 30/31 do percurso ao ponto correspondente a 199/200 e depois ao ponto 5647/5648 do percurso (que numericamente corresponderia a 59,9893798 m), tendendo assim a ser um número infinito de pontos antes que o corredor chegue ao final.
Como o infinito é uma abstração matemática que significa algo que não tem limite, o atleta jamais conseguiria chegar ao final do percurso (60 m), pois ele teria que percorrer infinitos pontos para chegar a um final. Se ele chegasse ao fim depois de percorrer o infinito, significaria que este infinito tem um fim; como isto não é possível, gera assim o paradoxo.
"O problema por trás da Dicotomia, que é o mesmo que o do Aquiles, parece repousar na intuição de que o corredor demora um tempo finito mínimo para percorrer cada intervalo espacial sucessivo. Como há infinitos desses intervalos, o tempo de transcurso seria infinito. Sabemos, porém, que essa intuição é errónea: o tempo de percurso por cada intervalo é proporcional ao comprimento do intervalo (supondo velocidade constante). Esse ponto foi apontado por Aristóteles (Física VI, 233a25), mas em outro trecho ele se confundiu em relação à presença de infinitos intervalos finitos de tempo (Física VIII, 263a15). Da mesma maneira que os intervalos espaciais somam 1 na série convergente, os intervalos temporais também o fazem. O corredor acaba completando o percurso!"

## Aquiles e a tartaruga
É contado sob a forma de uma corrida entre Aquiles e uma tartaruga. Aquiles, herói grego, e a tartaruga decidem apostar uma corrida. Como a velocidade de Aquiles é maior que a da tartaruga, esta recebe uma vantagem, começando a corrida um trecho na frente da linha de largada de Aquiles. Aquiles nunca sobrepassa à tartaruga, pois quando ele chegar à posição inicial A da tartaruga, esta encontra-se mais a frente, numa outra posição B. Quando Aquiles chegar a B, a tartaruga não está mais lá, pois avançou para uma nova posição C e assim sucessivamente, ad infinitum.
Em termos matemáticos, seria dizer que o limite, com o espaço entre a tartaruga e Aquiles tendendo a 0, do espaço de Aquiles, é a tartaruga. Ou seja, ele virtualmente alcança a tartaruga, mas nessa linha de raciocínio, não importa quanto tempo se passe, Aquiles nunca alcançará a tartaruga nem, portanto, poderá ultrapassá-la.
Esse paradoxo vale-se fortemente do conceito de referencial. Dada uma corrida somente de Aquiles, sem estar contra ninguém, o seu movimento é ilimitado. Ao se colocar, porém, a tartaruga, cria-se um referencial para o movimento de Aquiles, que é o que causa o paradoxo. De fato, o movimento dele é independente do movimento da tartaruga; se adotamos a tartaruga como um padrão para determinar o movimento dele, criamos uma situação artificial em que Aquiles é regido pelo espaço da tartaruga. É uma visão do problema que pode remeter à mecânica quântica e ao princípio da Incerteza formulado por Werner Heisenberg em 1927. Esse princípio rege que, quão maior a certeza da localização de uma partícula, menor a certeza de seu momento, e isso é implicado pela existência de um observador no sistema físico. Analogamente, o paradoxo de Aquiles e da tartaruga tem sua interpretação mudada conforme a existência ou não da última, gerando o denominado Paradoxo quântico de Zenão, que em determinadas condições relacionadas à medição, Aquiles nunca alcançaria a tartaruga.

## Incoerências do paradoxo
Ao se afirmar que, por tal argumento explícito acima, Aquiles nunca alcançará a tartaruga, Zenão desconsidera qualquer reflexão sobre o que é o tempo. A conclusão de que a tartaruga sempre estará à frente se sustenta sobre o argumento de infinitos deslocamentos simultâneos, de Aquiles e da tartaruga, mas que representam sempre um décimo em relação ao deslocamento anterior. Analogamente, o tempo transcorrido para cada deslocamento irá ser de um décimo do tempo do deslocamento anterior. Logo, o tempo transcorrido é uma progressão geométrica de razão inferior a "um", o que significa que somando-se os infinitos intervalos de tempo dessa progressão, haverá um valor limite ao qual o somatório converge. Encontra-se, então, uma incoerência no paradoxo, porque ele define que a tartaruga nunca será alcançada, mas a análise temporal demonstra que isto acontecerá apenas neste intervalo de tempo fixo.
Supondo agora uma extensão da mecânica quântica (ainda em discussão na comunidade científica) na qual o tempo pode ser caracterizado por unidades mínimas indivisíveis, o paradoxo perde sua lógica à medida que os intervalos de tempo se aproximam da unidade fundamental, na qual o valor absoluto da velocidade de Aquiles é superior à da tartaruga, e consequentemente haverá a ultrapassagem, tornando Aquiles o vencedor da corrida.

## FinitoXinfinito
A solução clássica para esse paradoxo envolve a utilização do conceito de limite e convergência de séries numéricas. O paradoxo surge ao supor intuitivamente que a soma de infinitos intervalos de tempo é infinita, de tal forma que seria necessário passar um tempo infinito para Aquiles alcançar a tartaruga. No entanto, os infinitos intervalos de tempo descritos no paradoxo formam uma progressão geométrica e a sua soma converge para um valor finito, em que Aquiles encontra a tartaruga.
Outra solução: esse é um raciocínio infinitesimal, em que cada objeto move-se infinitamente por distâncias que vão reduzindo-se infinitamente a cada etapa, o que só seria possível se as dimensões de cada objeto pudessem ser abstraídas, como se fossem pontos materiais, o que não ocorre, no mundo físico, pois as leis da mecânica clássica (de Newton) não se aplicam em espaços que tendem ao comprimento de Planck.